# 陈梓
陈梓（1683年－1759年）。字俯恭、又字敷公、一斋，号古铭，又号客星山人。浙江餘姚（今屬寧波市）人，清朝诗人、书法家。康乾盛世时期诗人。

## 生平
陈梓精于诗词古文，当时与北方李锴齐名，人称“南陈北李”。
雍正十一年（1734年），被荐举博学鸿词，不就。
乾隆元年（1736年），举孝廉方正，又不就。

## 著作
- 《杨园先生年谱》四卷，（清）姚夏 撰，陈梓 补订
- 《林和靖诗集》三卷，（宋）林逋 撰，（清）陈梓辑，（清 乾隆十年）深柳读书堂 刻本，（清）管庭芬 批校
- 《四书质疑》
- 《经义质疑》
- 《删后诗文存》
- 《客星零草》
- 《寓峡草》
- 《九九乐府》
- 《一知杂著》
- 《定泉诗话》

## 评价
- “鸿博征车未足劳，定泉桥上客星高。凤栖坊冷遗诗在，一鹤青天见羽毛。”——清末诗人沈涛 《幽湖百咏》
- “陈先生书法卓绝人间，而世人知之者绝少，方知传世者必麻笺十万，始有人知也。”——清 康有为
- “却将颜柳千钧力，散入张王草法中。满纸龙蛇惊起伏，平生拜倒潁川公。” “重如磐石细如针，大小相参信有神。融合全篇成一字，后来难继古无人。” “晚来病臂十余年，左腕匆匆草几篇。若把公书较南阜，力沉魄厚过前贤。” ——原西泠印社社长 张宗祥